# Бакинська міська дума
Бакинська міська дума — орган міського самоврядування у Баку з 1878 до 1917 року.

## Передісторія
У 1806 році після завоювання Бакинського ханства Російською імперією, було введено управління Бакинського коменданта, що існувало до 1840 року. У квітні того ж року Головнокомандувачу військами у Грузії й Дагестані графу Гудовичу було доручено започаткувати у сьому місті тимчасовий уряд під головуванням російського коменданта, що там знаходиться, надавши йому помічників… Ці доходи мають бути звернені як на надзвичайні видатки, так і на загальнокорисні, які можуть із часом послужити до розширення торгівлі. Резиденцією коменданта був Баку, що являв собою у ті часи невеличке портове місто з населенням у 2235 чоловік, не враховуючи населення сіл в околицях.  У лютому 1812 року було видано «Постанову про міський суд для фортеці Баку з округом», на підставі якого було створено Бакинський міський суд, що володів не лише судовою владою, але одночасно був і адміністративним органом. Суд вирішував господарські справи комендантського управління, складав кошториси міських прибутків, контролював будівництво у місті тощо. У 1823 році Єрмоловим було складено «Постанову про міський стан», на підставі якого було затверджено штати міського суду, до складу якого входили: голова (комендант), чотири засідателя, що обирались на рік, по два від бекського стану та від міських старшин, мірза (помічник) й писарі. 
З 1828 року засідателі стали обиратись на 3 роки. Бакинський міський суд був скасований на підставі «Установи для управління Закавказьким краєм» від 10 квітня 1840 року. Того ж року було ліквідовано комендантську систему управління. Обов’язки комендантів покладались на начальників гарнізонів міст до скасування воєнних фортець у Закавказзі за указом царя від 21 жовтня 1867. Відповідно до закону від 10 квітня 1840 року Баку було віднесено до середніх міст та склад управління ним було надано городничим, двом депутатам від міста, двом квартальним наглядачам й 10 поліцейським. Міські депутати обирались терміном на один рік із числа заможних городян. 6 грудня 1859 року через землетрус у Шемасі вийшов указ про перетворення Шемахинської губернії на Бакинську, що відіграло значну роль у економічному та політичному розвитку Баку й потягнуло за собою зміни у системі управління містом. Для безпосереднього управління містом було утворено Бакинську міську поліцію, яку очолював поліцмейстер. До складу поліції увійшли: 2 пристави (виконавчий та слідчий), 4 квартальних наглядача, ринковий наглядач, кінні та піші осавули тощо. У 1867 році справи із завідування міськими прибутками й видатками були передані Загальним присутностям повітових поліцейських управлінь у міських справах. Лише у 1875 році у Баку було створено окрему, непідзвітну повітовому управлінню міську поліцію під головуванням поліцмейстера.

## Створення Бакинської міської думи
До 1873 року чисельність населення Баку становила 86601 чоловік.  Бакинська Дума, започаткована у грудні 1877 року, почала свою діяльність 8 січня 1878 року. Першими виборами у Думу керували виборці другого розряду  Гаджи Тагієв, Неймат Сеїд огли й Абдулсалім-бек Гаджинський. Засідання відкривались о 20 : 30 і через 2 години закривались. Компетенція органів самоврядування була обмежена лише місцевими питаннями. Через відсутність примусової влади міські органи самоврядування знаходились у повній залежності від місцевої поліції.  Здійснена 1892 року контрреформа перетворила міську управу на колегію, а Думу — на просту раду при управі.

## Діяльність думи
Неодноразово мусульманське населення міста порушувало питання про зрівняння їх у правах з християнами у справах самоврядування. У грудні 1900 року до закону було внесено зміни, відповідно до яких кількість депутатів від мусульман становила половину усього складу Думи. Воронцов-Дашков листом на ім’я Бакинського міського голови від 28 січня 1911 року дозволив провести вибори без обмежень для азербайджанців. На роботу Думи чимало вплинули представники азербайджанського капіталу, такі як Г. З. Тагієв. Гласними думи у різні часи були Мовсум-бек Ханларов, Гасан-бек Меліков, Фаррух-бек Везіров, Мамед Гасан Гаджинський, Алімардан-бек Топчибашев й інші. Слід зазначити, що за всі роки існування Бакинської міської думи жоден азербайджанець не був допущений на посаду міського голови, за винятком рідкісних випадків тимчасового виконання обов’язків.